# Klooster van Vyšší Brod
Het Klooster van Vyšší Brod (Tsjechisch: Vyšebrodský klášter - Duits: Abtei Hohenfurth) is een cisterciënzenklooster in de Tsjechische stad Vyšší Brod. Het klooster is in 1259 gesticht door de Boheemse edelman Wok I van Rosenberg. Het is het enige klooster in Tsjechië dat nog steeds in gebruik is als cisterciënzenklooster.
Sinds 1995 is het klooster een nationaal cultureel monument (národní kulturní památka). Het klooster kreeg in 2024 als onderdeel van het Wandelpad Cisterscapes het Europees Erfgoedlabel.